# Carl Adolph Castenschiold
Carl Adolph Castenschiold (1740 på Sankt Thomas, Dansk Vestindien – 30. juli 1820 på Hagestedgård) var en dansk godsejer, bror til Jørgen Frederik og Joachim Castenschiold og far til Christian Castenschiold og Jacob August Castenschiold.
Han var søn af Johan Lorentz Castenschiold og Jacobe von Holten og ejede fra 1760 til 1764 Knabstrup og fra 1769 Hagestedgård. I 1777 blev han etatsråd og 1780 kammerherre.
5. maj 1760 ægtede han Dorothea Augusta Brøer (1744 i København - 14. juni 1819 på Hagestedgård). Parret fik ti børn, hvoraf en del døde som spæde. 14. juni 1820 ægtede han på Hagestedgård Dorothea Lyngbye (1761 i Maribo - 9. juli 1838 i Næstved), men de fik ingen børn, da han døde kort efter.